# Ivan Levačić
Ivan Levačić, hrvaški kolesar, * 25. avgust 1931, Virje, Kraljevina Jugoslavija, † 7. julij 2023, Duga Resa, Hrvaška.
Levačić je nastopil na Poletnih olimpijskih igrah 1960 v Rimu, kjer je osvojil 15. mesto v ekipnem kronometru na 100 km ter 30. mesto na cestni dirki posamično. Leta 1961 je dosegel uspeh kariere z zmago na Dirki po Jugoslaviji, ki jo je v letih 1957 in 1960 končal na drugem mestu, v letih 1959 in 1963 pa na tretjem. Na državnem prvenstvu Jugoslavije v cestni dirki je v letih 1957 in 1960 osvojil drugo mesto, leta 1959 pa tretje. Leta 1958 je nastopil na svetovnem prvenstvu, kjer je v posamični cestni dirki zasedel 48. mesto. Leta 1963 je končal svojo športno kariero.
Izučil se je za gradbenega delavca, delal pa v podjetju Kordun v Karlovcu kot orodjar. Po karieri je delal kot voznik in trener za lokalni klub. Leta 1958 je Sportsko društvo Podravac o njem izdalo ilustrirano knjižico z naslovom Ivan Levačić najbolji jugoslavenski biciklist (slovensko: Ivan Levačić, najboljši jugoslovanski kolesar) na 43 straneh.